# Week End (X Japan)
Week End è il terzo singolo degli X Japan (al tempo chiamati ancora X), uscito nel 1990 sotto la Ki/oon Records.

## Tracce
1. Week End (New Arrange Version) - 5:46 (Yoshiki - Yoshiki)
2. Endless Rain (Live At Nippon Budokan 1990.2.4) - 6:57 (Yoshiki - Yoshiki)

## Formazione
- Toshi - voce
- Taiji - basso
- Pata - chitarra
- Hide - chitarra
- Yoshiki - batteria & pianoforte